# Manuel Hernández de León
Manuel Hernández de León (Madrid, 1949-2024) fue un fotógrafo español que forma parte de la generación de fotoperiodistas que se dieron a conocer durante la Transición española. Por sus fotografías del golpe de Estado del 23-F (1981) obtuvo el Premio Rey Juan Carlos de Periodismo Iberoamericano y el Premio Mingote en 1982. 

## Biografía
Con trece años hizo su primera fotografía profesional usando una cámara Voigtländer, fue publicada en el diario Arriba. A esa edad entró a trabajar en el laboratorio fotográfico de la Agencia EFE como aprendiz. Su trayectoria profesional quedó vinculada desde entonces a esta agencia de noticias, donde desempeñó el cargo de periodista gráfico a partir de 1977. Tiempo después llegó a ser redactor jefe de fotógrafos, labor que desarrolló hasta su jubilación en 2012. Falleció el siete de agosto de 2024.
A lo largo de su carrera, Hernández de León ha ilustrado una multitud de acontecimientos políticos, sociales y deportivos y ha publicado en las principales cabeceras españolas. Entre sus fotografías se encuentra la imagen de una anciana desolada ante la devastación causada por la rotura de la presa de Tous, o la foto del boxeador Perico Fernández saltando tras noquear a su rival. Por esta última, fue distinguido con el primer premio World Press Photo en la categoría de Deportes (1984). Así mismo, se ha especializado en la cobertura informativa de la casa real española, de la Presidencia del Gobierno y de las dos cámaras legislativas de este país, inmortalizando instantes como la cesión de los derechos dinásticos del conde de Barcelona a su hijo Juan Carlos el 14 de mayo de 1977, o a Adolfo Suárez lanzándose al mar durante su visita oficial a Brasil en 1979.

### Golpe de Estado del 23-F
Las únicas fotografías conservadas del interior del hemiciclo del Palacio de las Cortes durante la intentona golpista fueron realizadas por Manuel Hernández de León y Manuel Pérez Barriopedro, también reportero gráfico de EFE. Entre otras, Hernández de León capturó la imagen de Antonio Tejero mirando fijamente al objetivo. La mirada inquisitiva no solo responde a la tensión del momento, también es un gesto de reconocimiento, ya que, según cuenta, quince días antes del golpe estuvo en el domicilio de Tejero, haciéndole fotos y una entrevista sobre la Operación Galaxia y los rumores de involución, y que le negó todo tipo de vinculación con ninguna «trama golpista» y le aseguró que «estaba con la legalidad vigente». Tras realizar las instantáneas, escondió en su ropa interior los negativos para evitar que fueran requisados por los militares. Cuando fue liberado, se dirigió a los laboratorios de EFE para revelar la película. Al revisar el material, el presidente de la agencia, Luis María Ansón, ordenó parar toda la red de envíos para suministrar las fotos recién reveladas a los medios. Las reacciones de la prensa no se hicieron esperar y «a las 00:00 del 24-F llegó el primer teletipo del diario El País, felicitando a Manuel Hernández de León». En pocas horas, estas imágenes dieron la vuelta al mundo, copando las portadas de la prensa nacional e internacional.

## Exposiciones
Algunas de las exposiciones realizadas son:
- 2004, abril: Exposición Retrospectiva de Manuel Hernández de León en Madrid inaugurada por los Reyes de España.[23][24]
- 2005, septiembre: Exposición en la Fundación Principado de Asturias.
- 2015, La historia de España en imágenes en la madrileña Escuela de Fotografía Too Many Flash.

## Premios
Algunos de los premios recibidos son:
- VI Premio IPCO de periodismo gráfico (1980).
- Premio Nacional de Periodismo (1981).
- Premio Rey Juan Carlos de Periodismo Iberoamericano (1982).
- Premio Mingote de ABC (1982).
- Premio mundial de fotografía World Press Photo de Holanda (1984).
- Premio Fotopress  (1985).
- Premio internacional de Agencias del Mediterráneo (Beirut, 2001) por su foto "Llanto real" tomada en Rabat (Marruecos) durante las exequias del Rey Hassan II.
- Premio a La Labor Informativa en EFE (2005).
- Premio Internacional Estrella INTERCOEFFUR (2007).

Medallas de oro en exposiciones internacionales: Mongolia, Checoslovaquia y Moscú.

## Obras publicadas
- 2004. Retrospectiva de Manuel Hernández de León, recopilación gráfica de toda una vida. Catálogo de la exposición.
- 2008. Crónica de un tiempo: Manuel Hernández de León. Madrid: Asociación de la Prensa de Madrid (APM).[26]